# Serra Llarga (Mallorca)
La serra Llarga és una serra del massís de Randa, situada als termes municipals d'Algaida, Llucmajor i Porreres, a Mallorca, al llevant del massís. S'estén en direcció sud-oest/nord-est, entre les possessions de Míner a Llucmajor i Alcoraia a Algaida, amb una llargada d'uns 3,5 km. Fa partió entre els municipis de Llucmajor i Porreres, i entre Algaida i Porreres. Es troba coberta completament de pinar. El seu cim està situat a 324 m sobre el nivell de la mar, al mig de la serra. La part del llebeig rep el nom de puig de Míner.